# Светина, Мира
Мира «Власта» Светина (сербохорв. Mira «Vlasta» Svetina / Мира «Власта» Светина; 15 мая 1915, Идрия — 6 июля 2007, Любляна) — югославская словенская учительница, участница Народно-освободительной войны Югославии, общественный деятель СР Словении. Народный герой Югославии.

## Биография
Родилась 15 мая 1915 года в Идрии. Отец — служащий, мать — домохозяйка. После аннексии Словенского Приморья итальянцами семья уехала в 1919 году в Любляну. Там она окончила педагогическое училище и философский факультет Люблянского университета (1941 год). С 1938 года работала в Союзе сельской молодёжи, в студенческих и женских организациях. Член коммунистической партии Словении с июня 1939 года. Деятель Словенского краевого комитета Союза коммунистической молодёжи Югославии, курьер Центрального комитета компартии Словении. С 1940 года выполняла функции курьера между руководством партии в Любляне, ЦК Компартии Югославии и ЦК СКМЮ в Загребе.
На момент начала Народно-освободительной войны Югославии Светина была членом Словенского краевого комитета СКМЮ, работала на Гореньском и Камницком направлениях. С августа по октябрь 1941 года — секретарь партбюро в Люблянском университете. В октябре 1941 года член Гореньского краевого комитета КПС, оставалась там до июня 1942 года, когда вернулась в Любляну. Участница вооружённых выступлений в Гореньске. С августа 1942 года член Представительства ЦК КПС и Исполнительного комитета Освободительного фронта Словении в Любляне. В сентябре 1943 года после перехода членов Представительства на освобождённую территорию стала отдельным представителем ЦК КПС и Исполнительного комитета ОФ в Любляне. Занималась сбором информации о состоянии войск противника, сообщая её политическому руководству югославских коммунистов. Была заочно избрана членом Словенского народно-освободительного вече на Кочевском собрании в октябре 1943 года. В октябре 1944 года покинула Любляну, до апреля 1945 года была инструктором ЦК КПС при Штирийском краевом комитете. В апреле 1945 года приехала в Белград, где организовывала возвращение беженцев из Словении на историческую родину. В столицу Словении вернулась 3 мая 1945 года, в день освобождения города от немецких захватчиков.
В послевоенные годы Светина занимала должность секретаря Люблянского горкома Коммунистической партии Словении, позже была начальником отдела кадров и председателем Контрольной комиссии ЦК КПС. Избиралась на II, III и IV конгрессах КП Словении в ЦК КПС. В 1970—1975 годах — член исторической комиссии при ЦК Союза коммунистов Словении. Депутат Народной Скупщины Словении до 1963 года, была председателем Комитета по социальной политике и здравоохранения Словении. Судья Конституционного суда СР Словении в 1963—1970 годах. Позже была членом Главного комитета Освободительного фронта, Социалистического союза трудового народа Словении; член Союзной конференции Социалистического союза трудового народа Югославии, Республиканской конференции ССТН в Словении и Городской конференции ССТН в Любляне, член Исполнительного комитета и его председатель, член ряда комиссий.
В 1950—1958 годах была председателем Главного комитета Красного креста Словении, одновременно была членом Союзного комитета Собрания Красного креста Словении. Делегат Общественно-политического вече Любляны, заместитель председателя Вече, член Комиссии Президиума Словении по защите государственности и законности, по защите свобод, прав и обязанностей граждан; член Совета Республики Словения, член делегации Союза объединений ветеранов Народно-освободительной войны Югославии в Словении, член комиссии республиканского комитета по сохранению революционных традиций, член Союзного комитета по сохранению традиции Народно-освободительной войны и т.д.
Скончалась 6 июля 2007 года в Любляне. Награждена Партизанским памятным знаком 1941 года, орденом Национального освобождения, орденом Братства и единства и другими наградами. Народный герой Югославии (указ от 27 ноября 1953 года).